# 쪼낙
쪼낙(본명: 방성현, 1999년 12월 20일 ~ )은 오버워치 플레이어이자 오버워치 대한민국 오버워치 리거 겸 트위치 스트리머이다.팀은 뉴욕 엑셀시어였고 현재는 서울 다이너스티 이후로 몸 건강으로 휴식 중이다.

## 소속팀
- 벤치걸즈 (2017.02 ~ 2017.04)
- 모자란 아이들 (2017.06.19. ~ 2017.8.9
- LW BLUE (2017.8.10. ~2017.10.30)
- 뉴욕 엑셀시어 (2017.10.30. ~ 2021.10.9)
- 서울 다이너스티 (2021.10.22. ~ 2022.02.15)

## 수상 내역
- 오버워치 리그 출범 시즌 스테이지2 우승
- 오버워치 리그 출범 시즌 스테이지3 우승
- 오버워치 리그 출범 시즌 정규시즌 우승
- 2018 오버워치 월드컵 우승
- 오버워치 리그 출범 시즌 정규시즌 MVP
- 2018 오버워치 월드컵 MVP
- 오버워치 리그 출범 시즌 스테이지1 준우승
- 오버워치 리그 출범 시즌 스테이지4 준우승